# 海绵宝宝角色列表
海綿寶寶角色列表是美國電視動畫作品《海綿寶寶》登場角色的介紹條目。

## 主要角色

### 海綿寶寶
配音員：汤姆·肯尼（美國）；魏伯勤（台灣）；陳浩（中國大陸）；郭俊廷、梁偉德（劇場版1）（香港）
- 男主角之一。
- 外形上为厨房清洁海绵，与生物意义上的海绵动物无关
- 具有兩隻左手
- 原文名字為SpongeBob SquarePants，華語地區正式譯名海綿寶寶是「Sponge」的意譯（海綿）與「Bob」的音譯（寶寶）之合稱。另外，其電影版《海神王皇冠》在電視動畫未經東森幼幼台播映之前，HBO已先行引進，亦有推出DVD，時譯為棉球方塊。海綿寶寶的全名為海綿寶寶 方褲褲。
- 海綿寶寶也是《海綿寶寶》的同名角色及全系列主角的其中之一，特徵為黃色的方形海綿， 以棕色短褲、白色襯衫、紅色領帶和黑色皮鞋為主要服裝。居住在作品虛設城市「比奇堡」郊區的鳳梨屋，並擔任當地著名快餐店蟹堡王餐廳的主廚，是蟹老闆的最佳員工。有隻寵物蝸牛小蝸，而最好的朋友是派大星。到餐廳工作時都會大喊「我準備好了!」的口頭襌，但第九季起開始減少。
- 海綿寶寶為人樂觀開朗，卻相當神經質，時常惹出麻煩，而其刺耳的笑聲讓章魚哥及在牆內的牆壁瓦力所討厭。但若果他的牙齒的縫隙黏著時會有優越的聲音。
- 看似心智不全，實際上很聰明，在絕境中只有他能想出辦法。
- 極端完美主義者，對無關緊要的小問題也會無限挑刺。擔任蟹堡王老闆時比蟹老闆還過分，導致派大星和章魚哥雙雙離職。此外在上菜後若看到一點瑕疵就會把食物搶走，哪怕吃下去了也會強迫對方吐出來。
- 具備自主創新能力，曾製作出好好吃魚堡、美麗蟹堡和美味熱狗，這些食物絕對碾壓美味蟹堡，當美味蟹堡被前提的新食取代時會焦慮。若自己開店生意會比蟹堡王和海之霸加起來還要好。
- 具有再生能力，也擁有伸縮能力，即使身體被四分五裂皆可恢復原狀。
- 以廚師為職業，並視自己目前的工作為榮耀（每月最佳員工都是他），對招牌料理美味蟹堡有崇敬之意。對蟹老闆有著不合常理的愚忠，常承擔不合理的大量工作和小到可以忽略不計的工資（甚至有一集被要求倒貼）卻不以為然（因為他認為在蟹堡王工作是樂趣）。
- 興趣是抓水母、吹泡泡和練習空手道。
- 雖在泡芙阿姨的海底駕訓班接受長時間課程，卻因為路考總是莫名緊張（但帶上眼罩就不會感到緊張）。在考了若干次後還是未能考取駕照，而被泡芙阿姨討厭。
- 很多時因為在多的壞的場面下哭泣不停，尤其是他的鍋鏟被折斷的時候。
- 在別的餐廳工作期間都會以蟹堡的形式製作。
- 崇拜海超人、大洋遊俠和蝦霸，和皮老闆則時敵時友。
- 力量平常極度微弱，連樹枝都舉不起來，卻可以使用鍋鏟。有時力量超乎常人，能夠單手投擲滅火器，甚至還曾單手摔過珊迪，但力氣太大就無法在蟹堡王工作。
- 曾經和珊迪《蟹堡王週年慶》假裝結婚過。
- 首度登場於試播集《急徵店員》。
- 生日是1986年7月14日（巨蟹座）。
- 劇中13歲（1999年），現年38歲（2024年）

### “派大星”派崔克·星星
配音員：Bill Fagerbakke（美國）；符爽（台灣）；孫悅斌（中國大陸）；陳志強、雷霆（劇場版1）、巫哲棋（劇場版3）（香港）
- 男主角之一。
- 原文名字為Patrick Star，通稱Patrick，華語地區正式譯名派大星是「Patrick」（派崔克）與「Star」（星）之合稱。另外，派大星在美國的全名在華語地區翻譯稱為派崔克星星，而在美國派大星直接簡稱Patrick，在華語地區就直接簡稱派大星。則星則是指海星。
- 粉紅色的海星，海绵宝宝最好的朋友，也是章魚哥討厭的對象之一，身上穿著一條紫色花朵的海灘短褲，在本劇裡總是跟海綿寶寶一起鬧出不少笑話。沒有工作，是蟹堡王的忠實老主顧，也喜歡吃海霸糊。有時候會去蟹堡王或海之霸工作，但是都只是去當一日員工，且大部分工作都會被搞砸，然而藝術天分超過章魚哥和海綿寶寶。
- 一旦聽到鈴鐺或捏橡皮鴨的聲音就會暴走，在身上抹水母醬即可恢復理智。
- 傻氣、天真的性格卻經常說出有寓意的名言卻不自知，並且具有相當程度的寫實素描能力。
- 擁有再生能力，手斷了還可以長回來，但是斷肢還會再長回整個身體。
- 經常把事情弄巧成拙，腦空空聯誼社核心成員，大腦小到幾乎看不到。
- 平時只會待在家裡，坐在石頭上發懶，視發呆為榮耀，是比奇堡最會發呆的人。
- 興趣是發呆、睡大頭覺和大吃冰淇淋。
- 和海綿寶寶雖然是摯友，但偶爾會無意間做出傷害他的行為(如在父母來訪時要求海綿寶寶裝笨並對他放肆嘲笑，或是參與無海綿寶寶日的活動)。
- 居住在比奇堡章魚哥家旁的一塊大型圓形石頭底下。外型為紅棕色半圓體石頭，但後來有說是一隻海龜的殼，跟海龜打了一架撞到石頭殼碎了，最後住進章魚哥家地下，內部有時候是凹洞並能放置家具（幾乎都是由沙子組成），有時候則是平面的。
- 最喜歡吃冰淇淋（尤其是巧克力口味、草莓口味的）。
- 首度登場於试播集、第1集《急徵店員》。
- 生日是1985年2月26日（雙魚座）。
- 劇中14歲（1999年），現年39歲（2024年）
- 最近根據它的名字命名了一種海星物種

### “蟹老闆”蟹阿金
配音員：克蘭西·布朗、迪·布拉德利·貝克（唱歌）、喬·懷特（遊戲）（美國）；李香生（第1-139集、劇場版1）→宋克軍（第140集起、劇場版2起）、正昇（唱歌，聖誕節特輯）（台灣）；白濤→張瑤涵（中國大陸）；黃志成→陳德、葉振聲（劇場版1）、（香港）
- 男主角之一。
- 原文名字為Eugene Harold Krabs，通稱Mr. Krabs。
- 紅色螃蟹，本名蟹阿金（阿金源自「Eugene」中的gene），在海軍服役的外號為「鐵甲金鐘罩（Armor Abs）」。視錢如命（為了金錢背叛海綿寶寶在所不惜，連命都可以不要，有一集為了區區62塊錢向飛行荷蘭人賣掉海綿寶寶），極為小氣（包括女兒），甚至一度搶走章魚哥的獎金，但有時候會請海綿寶寶吃美味蟹堡並給他小額增幅的工資。育有一女抹香鯨珍珍。外祖父紅鬍子是名海盜。另外，他還曾和泡芙阿姨一起去約會，但約會晚飯時有時會隱藏海綿寶寶以付便宜而令泡芙阿姨不憤氣。
- 快餐店「蟹堡王餐廳（The Krusty Krab）」的經營者，經營始於1980年，招牌口號是POOP（People Order Our Patties，中文譯為「大家都來點我們的美味蟹堡」），現任員工有主廚海綿寶寶與收銀員章魚哥。營業時間常於辦公室看報紙、數錢、洗金錢浴等。
- 過去曾經為蟹堡王餐廳更新新元素，讓顧客們可以增加蟹堡王餐廳形象，更是大量賺錢的計劃，如小孩遊樂設施，冰凍美味蟹堡，但總是因利慾熏心而被顧客投訴多遍。
- 蟹老闆大多數時候都不會使用他有的金錢，只會繳付如小毫的金錢，更加不會放開正在利用紙幣的手，哪怕一塊錢的罰單也會讓蟹老闆死去活來。
- 對他而言，最嚴厲的刑罰不是死刑，而是一整天免費派送美味蟹堡。
- 因為他的大量賺錢及自私小氣（典型資本家形象），使大部分集數成為反英雄的角色。
- 雖然性格自私小氣，但在另一方面，對他的員工及顧客十分關心，免他們受到危險對待，不過以顧客來說，幫他們前都會要求付錢。
- 有時因他的性格自私小氣而向別人道歉，不過主要是海綿寶寶為多。
- 宿敵是對面餐廳的皮老闆，雖然皮老闆體型微小，但蟹老闆比較聰明，可觀察細小的他。由於是宿敵為由，曾經患上皮老闆瘋狂症，不斷以「跟皮老闆工作」為由禁止多個顧客進入。
- 曾經跟老人賈金斯為對手，並要求他離開蟹堡王餐廳，並以他的父親們作支援，最終他和老人賈金斯一併敗訴。
- 首度登場於试播集、第1集《急徵店員》。
- 生日是1942年11月30日（射手座）。
- 劇中57歲（1999年），現年82歲（2024年）

### 章魚哥
配音員：罗杰布帕斯（美國）；曹冀魯（台灣）；李易（中國大陸）；楊耀泰、馮錦堂（劇場版1）（香港）
- 男主角之一。
- 原文名字為Squidward J. Q. Tentacles，通稱Squidward Tentacles。
- 屬於藍圈章魚屬物種的大鼻子章魚。本名丹尼爾。容易憤怒且勢利眼。相當自戀，自以為擁有藝術才能。目前是光頭，但曾有過黃色長捲髮，在少數集數有希望頭髮再長回來的想法。
- 居住在比奇堡一棟仿復活节島人像的房屋中，兩旁即為海綿寶寶和派大星的家。
- 擔任蟹堡王餐廳的收銀員，但非常討厭自己的工作。實而望能成為舉世聞名的藝術家。喜歡吹奏豎笛（不過會令人以為家裡有垂死的動物在掙扎）及採用多種風格畫自畫像，但因畫風太過抽象而未能被大眾接受。相比海綿寶寶跟派大星，自己喜歡在家中消閒。
- 在蟹堡王工作期間蟹老闆多數稱他章鱼哥先生。
- 洗澡時經常被私自進入他家的海綿寶寶或派大星看見。
- 很會做菜。（但曾做蟹堡做到失火）
- 非常討厭海綿寶寶和派大星，尤其是海綿寶寶，且往往對他們冷淡以對，有時亦會破口大罵。但如果沒有海綿寶寶和派大星，他的生活會變得空虛乏味。
- 曾兩次對海綿寶寶展開報復，一次是愚人節搞惡作劇，另一次是和顧客談論海綿寶寶的日記，結果雖然很解氣，卻遭到了眾人譴責，甚至落得傾家蕩產。
- 也嘗試以不同方法使海綿寶寶搬出家及辭去收銀員工作，但輒失敗。
- 有時會因為身邊的人事物或種種的不幸導致一時失去理智，但仍保有良知和善心；儘管一直希望海綿寶寶離開的他，也曾經譴責因為62塊錢而出賣海綿寶寶的蟹老闆，以及一名點了披薩，卻沒叫可樂，但是卻還裝傻的事，而不講理的一名奧客。
- 口是心非，是個常常在內心做自我掙扎的角色，例如：在海綿寶寶面前詆毀美味蟹堡難吃又不健康，卻偷偷跑去蟹堡倉庫大吃特吃導致爆炸送醫。
- 對很多人來說是可怕的人，包括金魚羅伯特。
- 首度登場於試播集、第1集《急徵店員》。
- 生日是1975年10月9日（天秤座）。
- 劇中24歲（1999年），現年49歲（2024年）

### 珊迪·奇可
配音員：Carolyn Lawrence（美國）；楊凱凱（台灣）；張路（中國大陸）；莊巧兒（香港）
- 原文名字為Sandy Cheeks，通稱Sandy，華語地區正式譯名珊迪奇可是「Sandy Cheeks」的音譯。另外，珊迪在美國的全名在華語地區翻譯稱為珊迪 奇可斯，而在美國珊迪直接簡稱Sandy，在華語地區就直接簡稱珊迪。則奇可則是指奇可斯。
- 來自德克薩斯州的雌性松鼠第二主角之一，也是海綿寶寶的好朋友。曾經是當地的警長，身兼科學家、探險家和發明家。熱愛運動（尤其空手道和滑沙）和科學，也是牛仔競技的冠軍。 ”
- 居住在大型半圓形強化玻璃防護罩下的海底樹屋，內部環境與陸地相同，且可以季節輪替；若海洋生物入內須配戴裝水的頭盔(蟹老板因为种族特性不太需要），否則會因缺水而死亡（動畫中只是差一點就缺水）。
- 由於松鼠屬於陸地生物，需要呼吸空氣，在海底須穿著太空衣和頭盔。
- 首度登場於第1集《我的好朋友》。
- 生日是1980年1月13日（魔羯座）
- 劇中19歲（1999年），現年44歲（2024年）

### 小蝸
配音員：Tom Kenny（美國）；同美國配音、劉如蘋（中期）、曹冀魯、符爽（夢境或說人話時）（台灣）
- 原文名字為Garold "Gary" Wilson, Jr. the Snail，通稱Gary the Snail。海綿寶寶的寵物蝸牛，擁有理解自然語言並進行溝通的能力，多數時候待在海綿寶寶家中。十分聰明。
- 底盤會分泌蝸牛黏液，所經之處有時會布滿黏液。
- 在某個皇族的族譜中得知，和派大星是堂兄弟（小蝸的父親Sluggo與派大星的父親Herb為兄弟關係）關係。
- 通常只會發出貓叫聲，但在夢中卻會正常地說話。
- 很不喜歡洗澡。
- 首度登場於试播集、第1集《急徵店員》。
- 由於他的父親Sluggo並非蝸牛，且具有一半的海星血統，因此現在的美國有小蝸的姓氏"Willson"是來自於母親的說法。
- 根據電視劇中的小蝸家譜，可得知他的親人如下：父親Sluggo,祖母Maw Tucket,祖父Billy Bob Star,外曾祖母Tulsa,外曾祖父Yorick,外高祖父Amoeba,外曾祖母Mildew,叔叔／伯父Herb,嬸嬸／伯母Margie,堂兄弟派大星（Patrick Star）,堂姐妹Samantha。

### 泡芙阿姨
配音員：Mary Jo Catlett（美國）；魏晶琦（台灣）；鄭建初（中國大陸）；吳小藝（香港）
- 原文名字為Mrs. Penelope Puff，金髮河豚，海底駕訓班經營者兼老師。原本有老公也是河豚，可是被人類做成檯燈，她不喜歡提到這件事。
- 在第36集《我戀愛了》和蟹老闆一見鍾情，還曾跟蟹老闆一起去約會，但在這之後曾很長一段時間都沒有跟蟹老闆有任何交情，第九季起跟蟹老闆的關係交情變得較頻繁。
- 對海綿寶寶感到畏懼，因為他考取駕照經常導致大爆炸，且始終沒有放棄，結果往往被海綿寶寶搞到神經質，或是被迫背負黑鍋並坐牢，因此到了後期就毫無耐心，經常對海綿寶寶破口大罵（這可能是海綿寶寶一直沒有進步的原因），此外在海綿寶寶被平平威脅時選擇了包庇平平。
- 驚嚇過度或過於激動時將會全身膨脹，而有時候甚至被移送至醫院。
- 首度登場於第4集《海底駕訓班》。
- 生日是1956年12月7日（射手座）

### 珍珍
配音員：Lori Alan（美國）；楊凱凱（台灣）；顧詠雪（香港）
- 原文名字為Pearl Krabs，蟹老闆的抹香鯨女兒，正值青春期，喜愛流行與時尚，相當愛面子。對海綿寶寶沒有好感，對父親蟹老闆的小氣態度感到相當無奈，常常希望他可以改變。
- 與章魚哥是青梅竹馬，結交了無數朋友，甚至還和阿帥談過戀愛，但結果看來只有海綿寶寶和章魚哥是對其真心對待。
- 首度登場於第8集《長靴啾啾叫》。蟹老闆雖然性格摳門，雖然視錢為萬物，但罩門卻不是金錢而是唯一的女兒，對她有求必應，相當疼愛。
- 與蟹老闆相反，非常愛慕虛榮，經常大手大腳花錢，生日願望甚至能刷爆蟹老闆的信用卡。
- 生日是1982年12月24日（魔羯座）。
- 劇中17歲(1999年），現年41歲（2024年）

### 蝦霸
配音員：Doug Lawrence（美國）；李香生→宋克軍（台灣）；黃志成（香港）
- 原文名字為Larry the Lobster，雄性健美海螯蝦（台灣譯為龍蝦），酷樂湖的救生員，偏好健身和極限運動。
- 因為壯碩身材而常受到海底女性的歡迎，有自戀傾向。
- 首度登場於第2集《破褲子》。
- 在蟹老闆很害怕受到進行蟹堡王的身體健康檢查，他就被蟹老闆拜託請替他偽裝進行受檢通過而成功保住蟹堡王不會被關門大吉。

## 反派

### 皮老闆
配音員：Doug Lawrence（美國）；正昇（台灣）；賈小軍（中國大陸）；陳偉權、伍博民（暫代）、劉昭文（劇場版1）（香港）
- 原文名字為Sheldon James Plankton（希爾頓/喜來登·皮·二世），通稱Plankton。
- 是浮游生物，只有一隻眼睛，為人奸詐險惡。蟹老闆的死對頭，該作品的主要反派角色之一。
- 快餐店海之霸餐廳（Chum Bucket）的老闆，餐點奇毒無比，相較於對面的蟹堡王餐廳，沒什麼客人（但有幾集生意興隆一度擊敗蟹堡王）。
- 自以為很聰明，但打廣告方面敵不過派大星（他的廣告為：「海之霸是新陳代謝燃料」），再比如說有一次海綿寶寶把秘方放在電視機頂上，卻執意往小蝸殼里鑽，結果讓自己產生嚴重幻覺。
- 為了讓自己的餐廳生意興隆，一直試圖偷取蟹堡王著名料理美味蟹堡的秘方，卻從未成功。自己卻不思進取、從未研發出任何一樣能勝過蟹堡王的餐點。
- 多數在計劃未成功後，被蟹老闆投擲回海之霸，回來的都是一些痛楚。有時計劃失敗後要到坐牢。
- 有時為了偷取蟹堡王祕方計劃或跟蟹老闆搶生意而更加誇張地強迫客人購買海之霸的商品（如海霸糊）。
- 他被棄置的海霸糊會流於水渠，並形成一隻怪物，曾是皮老闆的計劃一部份，但很快地被水溶解。
- 有電腦機械人妻子凱倫、兒子芯片（初登場於250集《凱倫的寶貝》），皮老闆奶奶和數量眾多的表兄弟。
- 曾與蟹老闆共同研發蟹堡祕方，後來因為彼此固執己見，致使蟹堡的研發失誤（造成第一位顧客食物中毒）而決裂。
- 雖然關係決裂，但有時因為個別情況（如有別的餐廳進場時）被迫和蟹老闆合作。
- 有時因為對人奸詐險惡而受人踐踏。
- 每年聖誕節期間均會因為他的偷取秘方或對市民奸詐險惡的行為而常收到碳為聖誕禮物，並開始厭恨聖誕老人。曾經私自更改自己的行為，但最終敗訴。
- 有一次皮老闆試圖偷取秘方時，被所有客人認為他超級可愛。
- 力氣可能很大，可以徒手搬起比他大約五倍的美味蟹堡祖傳祕方。
- 曾將自己變成幽靈以穿透保險櫃，結果雖然能拿到秘方瓶子，但仍執意要將瓶子帶出而不是直接查看（瓶子是實物不能穿牆），還鬧了葬禮烏龍。
- 首度登場於第3集《奸詐的皮老闆》。
- 生日是1942年7月4日（巨蟹座）。
- 劇中57歲（1999年），現年82歲（2024年）

### 凱倫
配音員：Jill Talley（美國）；劉如蘋、詹雅菁（第10集B）（台灣）；吳小藝（香港）
- 原文名字為Karen，皮老闆的機械人妻子，是一台電腦，很有自己的想法，對於皮老闆一再的失敗已經見怪不怪。該作品的第二反派角色之一。
- 第一季時只能處於海之霸，第二季起有映像管螢幕做為頭，有輪子的機器能獨立行動。
- 會提供意見給皮老闆，甚至取得到美味蟹堡祖傳祕方，但有時會被皮老闆當狗頭軍師，有幾集常常因為皮老闆偷秘方一再失敗而鬧翻甚至要鬧分手，但最後至少都能重和舊好。
- 首度登場於第3集《奸詐的皮老闆》。
- 生日為12月20日（射手座）

皮老闆的家族成員【58】
- 有克倫、查克、路弗斯、傑克、比利鮑伯、比利吉、塔格安諾斯、路西伯、洛斯可、史丹特拉夫、小吉克......。

阿丹（Dennis）【59】
- 一隻亮褐色帶眼睛的魚，海綿寶寶的小學同學。

大猩猩（Gorilla）【56】
- 突然跑到海裡來的大猩猩，派大星和珊迪被他打的很慘。

## 次要角色

### 海超人
配音員：喧尼斯·鮑寧（1999－2012）→喬·懷特（2012－）（美國，老年期）(特别声音出演)／亞當·韋斯特（美國，青年期）；正昇（台灣）；陳偉權（香港）
- 原文名字為Mermaid Man，中国大陆又译作“美人鱼战士”，年輕時是著名的超級英雄，與大洋遊俠是搭檔，是其中的領隊。
- 72歲，處於半退休狀態，居住在沙沙礁岩安養中心。因目前年紀已長，有明顯的失智症。聽到「壞蛋（EVILLLLL！）」就會激動而大喊。
- 在本角色與大洋遊俠的配音員過世後到目前為止僅做為背景角色出現，沒有台詞，最後有台詞的一集是第9季180集《Patrick-Man!》。
- 首度登場於第6集《美人鱼战士和企鹅男孩》。

### 大洋遊俠
配音員：蒂姆·康威（美國，老年期）(特别声音出演)／伯特·沃德（美國，青年期）；李香生→宋克軍（台灣）；盧傑（香港）
- 原文名字為Barnacle Boy，中国大陆又译作“企鹅男孩”，年輕時是著名的超級英雄，海超人的跟班。68歲，處於半退休狀態，居住在沙沙礁岩安養中心。對海超人的失智症感到很無奈。
- 曾一度變壞，只因海超人總是給他吃小份美味蟹堡，跟魔魟和骯髒泡泡組成“每個壞蛋都是檸檬”（Every Villain Is Lemon，簡稱EVIL，即「邪惡幫」）
- 在本角色與海超人的配音員過世後到目前為止僅做為背景角色出現，沒有台詞，最後有台詞的一集是第8季176集《Super Evil Qquatic Villain Team Up is Go!》。
- 首度登場於第6集《美人鱼战士和企鹅男孩》。

真人版原名：古維賓（台灣）

### 飛行荷蘭人
配音員：布賴恩·多伊爾-穆里（美國）；孫中台（台灣）；盧傑（香港）
- 原文名稱為Flying Dutchman，生性暴躁的荷蘭裔幽靈海盜，居住於一艘同名的大型鬼船，有蒐集靈魂和臭襪子的癖好。
- 具超自然力量。能夠無形體生存、懸停、瞬間移動、能量投射、變身、異世界傳送、物質轉換和實現願望。經常在海底世界遊走，以嚇人為樂。
- 首度登場於第13集《膽小鬼》。

### 阿洛
配音員：湯姆‧肯尼（美國）；李香生→宋克軍（台灣）
- 原文名稱為Harold SquarePants，海綿寶寶的父親，體色為褐色。
- 首度登場於第5集《甜蜜的家》。

### 瑪格麗特
配音員：瑟琳娜·歐文（美國）；劉如蘋（台灣）
- 原文名稱為Margret Bubblebottom SquarePants，海綿寶寶的母親，體色為橘黃色，常穿著紫色帽子和裙子。
- 首度登場於第5集《甜蜜的家》。

### 章鱼威廉
配音員：迪·布拉德利·貝克（美國）；符爽（台灣）
- 原文名稱為Squilliam Fancyson（帥章魚威廉），台配稱為「花花公子帥章魚」，章魚哥的冤家。長相與章魚哥幾乎一致，但有濃厚的一字眉，個性非常驕傲。
- 擁有章魚哥所想要的一切，生活非常富裕奢靡。且凡有相關競爭情節，結果多由帥章魚占盡上風。（偶有極度誇張的例外）
- 首度登場於第35集《超酷大樂團》。

### 螃蟹老媽
配音員：保羅·蒂比特（2001－2002）→瑟琳娜·歐文（2005－）（美國）；劉如蘋；于正昇（55集）（台灣）
- 原文名稱為Mrs. Betsy Krabs（螃蟹貝西），蟹老闆的母親，為人相當強勢，但當聽到太多髒話時會昏倒。
- 曾經和皮老闆交往過，但因為蟹堡秘方一事而分手。
- 首度登場於第38集《不可以說》。

### 魔魟
配音員：约翰·里斯-戴维斯、蓋伊·辛納（2000－2002）→鮑勃·喬爾斯（2005－）（美國）；李香生（前期）、曹冀魯（第52集B／後期）（台灣）
- 原文名稱為Man Ray，海底壞蛋之一，海超人與大洋遊俠的主要敵人，具有如同人類的身體，配戴射線狀的面罩。
- 首度登場於第31集《海超人與大洋遊俠3》。

### 骯髒泡泡
配音員：查爾斯·納爾遜·賴利（2000－2007）→湯姆‧肯尼（2007－）（美國）；符爽（台灣）
- 原文名稱為Dirty Bubble，海底壞蛋的之一，也是海超人與大洋遊俠的敵人當中的領導人，外型是有一張臉的圓形巨大泡泡。最怕尖銳的物品。
- 首度登場於第20集《海超人與大洋遊俠2》。

### 比迪
- 原文名字為Biddy，骯髒泡泡的雙重人格，只要被清潔過後，所出現的第二人格，生性怕骯髒，個性完全與骯髒泡泡相反，愛乾淨以及有禮貌，一碰到骯髒就會變回骯髒泡泡，但這個人格知道自己就是骯髒泡泡，卻怕碰到骯髒又變回原本人格，海綿寶寶多次幫助他，可是始終還是失敗。
- 首次登場於《The Dirty Bubble Cleans Up》集數中。

### 海神王
配音員：保羅·蒂比特／約翰·奧赫利、杰弗里·坦伯（電影）（美國）；曹冀魯、吳文民（海神王皇冠）（台灣）
- 原文名稱為Neptune XIV of the Pacific(尼普頓十四世)，簡稱King Neptune，海底世界的最高統治者，擁有強大的神力。
- 首度登場於第19集《海神黃金鍋鏟》。
- 與海綿寶寶比賽廚藝，結果輸了，本來想把海綿寶寶帶回皇宮，但被海綿寶寶拒絕了，後來在蟹堡王裡學做蟹堡。
- 不過《海綿寶寶 海神王皇冠》的海神王跟TV版的海神王長相不同。盡管跟TV版長相不同，但官方公開表示過電影版的海神王與TV版的就是同一個人。因為電影的劇情需要，所以電影版本的海神王長相必須很滑稽才能衬托电影的剧情，為此才在電影版中重新設計了一個海神王的形象。

### 明蒂
配音員：史嘉蕾·喬韓森（Scarlett Johansson）（美國）；錢欣郁（台灣）
- 原文名稱為Mindy，是電影版海神王之女兒。
- 曾協助海綿寶寶與派大星完成任務，讓海綿寶寶與派大星「長大成大人」，方法是將海草「施法」，貼在臉上。
- 於254-255集中參加海綿寶寶的生日派對。
- 首次登場於《海綿寶寶電影版 海神王皇冠》

### 海盜阿西
配音員：符爽（台灣）；黃志成（香港）
- 原文名稱為Patchy the Pirate，湯姆‧肯尼（Tom Kenny）本人演出該作品的真人角色。是一名海盜及海綿寶寶的粉絲俱樂部會長。在到六季為止的特別篇（123─124集和254─255集等於兩集長度）常常登場，近年登場頻率下降了很多。居住於加州的安辛諾。目的是可以看到他的偶像—海綿寶寶，這一夢想終於在20周年特別篇實現。

### 鸚鵡波弟
配音員：史蒂芬·海倫伯格（2000－2004）→保羅·蒂比特（2005－）（美國）；曹冀魯（台灣）
- 原文名稱為Potty the Parrot，在海盜阿西旁邊的傀儡鸚鵡，製作頗為粗糙。個性非常煩人，喜歡跟海盜阿西頂嘴。

## 其他角色
下列列表列出的角色僅到第九季前半為止。【】表示出現過的集數，依登場集數排序，出現3集以上一律以【※】表示。
逼真的大魚頭（The fish）【※】
- 常在新聞快報時出現，另外在小神廚大賽裡也有當實況轉播。

帕奇柏金斯（Perch Perkins）【※】
- BBN外景主持人，曾去訪問過蟹堡王餐廳，曾被路人打傷過。

老魚【※】
- 常常去蟹堡王餐廳吃飯，有一次把海綿寶寶看成玉米麥片盒，在手套樂園因為坐輪椅而無法坐魔飛車。

佛瑞斯醫生【※】
- 比奇堡醫院裡的醫生，以為章魚哥家有隻垂死的動物，會怕蝸牛。曾問過海綿寶寶要不要去遜咖綜合醫院。

何瑞斯·華作（Horace A. Whopper）【※】
- 比奇堡法院的法官，也是海綿寶寶的粉絲。

沙丁魚（Anchovy）【1】
- 第1集出現的一坨沙丁魚，共坐5輛巴士來蟹堡王，摧毀了櫃檯。

線蟲大軍【5.80】
- 常把比奇堡搞的一團糟，有一次是把海綿寶寶的家吸光、另一次是佔領了蟹堡王。

包老大（第一季後稱泡泡魚）（Bubble Bass） 大陸稱：海霸王【※】
- 曾經掩藏蟹堡裡的酸黃瓜（大陸稱：醃椰菜），害得海綿寶寶工作失誤。
- 到現在仍跟他聒噪的老媽一起住在家裡，常因為包老大不做家事而吵架。是海超人與大洋遊俠的忠實粉絲，在他房間放了很多漫畫和玩具模型，在248集《沼澤難弟》玩具模型包老大最愛的玩具模型不見了，和派大星到沼澤一起尋找玩具模型。
- 原本僅在第一季出場，從第八季起出現更多登場機會，甚至也有以他為主演的集數，且於第254-255集與珊迪一行人一起在海綿寶寶家準備海綿寶寶的生日派對（包老大的部分使用海超人與大洋遊俠主題）。

點點【※】
- 皮老闆的寵物，只會「汪～」的叫，同等於陸地上的狗。

鯨魚阿唐【※】
- 參加「丟船錨比賽」的選手之一，並把船錨丟200碼遠。

茱蒂（Judy）【12】
- 珍珍的朋友之一。

費比利【12】
- 珍珍朋友的男友。

布萊恩（Brian）【12】
- 珍珍朋友的男友，是跟珍珍他們一起上數學課的。

歐雷斯（Oles）【12】
- 珍珍的前任男友，雖然珍珍說他是又高又帥又迷人先生，但在舞會上卻不怎麼起眼。

海綿機【14】
- 在未來，有海綿機器人A~Z，甚至更多（總共有4800部）。

派星機【14】
- 在未來的派大星機器人，是用2個派大星的頭加1個派大星的身體。

漢斯【※】
- 一隻穿著藍色辦公夾克的手臂，曾幫海綿寶寶醫治了泡泡病，並懲罰了假裝生泡泡病的派大星。也曾在蟹老闆被海綿寶寶淋上海鮮醬時，試著用叉子吃蟹老闆。原文配音有口濃厚的德國腔。
- 在第257集為了抓到海之霸逃跑的手套，海綿寶寶召喚他尋找手套，但在找到手套時手套發飆，漢斯只好跟他打架痛扁一頓。

泡泡老哥【23.167.240】
- 海綿寶寶用泡泡做成的人，但製造很多麻煩，育有一子 ，名叫小亮（Shiny）。
- 在第240集《泡泡鎮》證實後來移居泡泡鎮，海綿寶寶曾來參觀泡泡鎮，但惹出很多麻煩並不停地爆破泡泡。

邋遢男【23】
- 珍珍的偶像之一，常在酷樂湖出現，非常髒，但珍珍跟他握手後還說她再也不要洗手了。

法蘭克-1【24】
- 是一位年輕人，好像是章魚哥的朋友或同學。

蟲蟲【25】
- 珊迪要海綿寶寶和派大星照顧的寵物，但後來變成蝴蝶，海綿寶寶和派大星還以為牠是怪物。

海綿奶奶【※】
- 海綿寶寶的奶奶，會烤餅乾給海綿寶寶吃，也曾對海綿寶寶說：『要懲罰鼻子，別懲罰人』。

奧維【26】
- 「章魚天堂園」裡面的警衛。

骯髒丹（Dirty Dan）【29】
- 珊迪在德州的敵人，海綿寶寶與派大星曾在珊迪的屋子扮演其角色遊戲吵醒冬眠的珊迪，以為派大星就是他。
- 派大星想要當的角色。

尖頭拉瑞（Pinhead Larry）【29】
- 珊迪在德州的敵人，海綿寶寶與派大星曾在珊迪的屋子扮演其角色遊戲吵醒冬眠的珊迪，以為海綿寶寶就是他。
- 派大星不喜歡被叫尖頭拉瑞，而想當骯髒丹，但海綿寶寶不想就爭辯誰要當。

雷斯（Rex）【29】
- 海綿寶寶失去小蝸時所飼養的寵物，同等於陸地上的狗。

小瑞（Lary）【29】
- 海綿寶寶失去小蝸時所飼養的寵物，長相、體型與小蝸一樣，但很任性。

小傑-1【29】
- 海綿寶寶失去小蝸時所飼養的寵物，是一隻真蝸牛，體型非常小。

海參大哥 凱文（Kevin C. Cucumber）【30.253.276】
- 水母狂大隊隊長，為了阻擋海綿寶寶加入，想盡荒謬的事情要海綿寶寶執行，最後往往自討苦吃。

阿比【31】
- 珊迪去平價超市買香水時遇到的小朋友，他媽媽認為「笨」會傳染。

原住民【32】
- 海綿寶寶四人首次登陸，見到了海鷗的名字。

可拉拉【32】
- 大牡蠣劇場裡的牡蠣，因為蟹老闆把牠的珍珠拿走而嚎啕大哭。

喬【32】
- 大牡蠣劇場的工作人員，被可拉拉丟出去。

小白【34.229】
- 海綿寶寶用神奇鉛筆畫出來的自畫像，由於是二次元塗鴉生物因此身體扁平，原本只想惡整章魚哥，沒想到小白其實很邪惡，企圖消滅本尊，成為海綿寶寶，這集最終被海綿寶寶反擊，送進書本當中，恢復成普通的二次元塗鴉。
- 在229集《奇幻塗鴉象限》（Doodle Dimension）的空白塗鴉空間中，再次被派大星畫出來，但她還是一樣的邪惡，因此海綿寶寶和派大星和它展開了一場塗鴉大戰，小白還畫了很多分身給自己增兵，兩人被無數小白的包圍，他們變畫出氣球上升，不料被小白抓住氣球線，最終兩人放開氣球線，抓著氣球線的小白們，便隨著氣球一起飛走，這次也成功化解危機。

艾芙琳【35】
- 章魚哥樂團裡的其中一位成員。

小吉米【35】
- 艾芙琳的寵物，曾困在火場裡，消防人員把牠救了出來。

夜光閃亮亮復仇鬼（Hash Slinging Slasher）【36】
- 章魚哥捏造出來的人物，想嚇海綿寶寶。曾用鍋鏟來代替手，會在每個星期二來蟹堡王，若發生三件事，就表示夜光閃亮亮復仇鬼要來了，第一：電燈會一閃一閃的、第二：電話響起來卻沒有聲音、第三：會搭凌晨三點的公車來蟹堡王。

蟹堡王新員工【36】
- 在凌晨三點跑來應徵蟹堡王工作的人，自己還帶了鍋鏟來，之前打電話到蟹堡王又掛掉了，因為他太緊張了。

派大星爸媽（Herb & Margie Star）【※】
- 認為派大星極笨，穿著和派大星的衣服款式差不多的衣服。
- 在264集《派大星發脾氣》（Patrick's Tantrum）一起出現，解決了派大星聽到鐘聲發脾氣的原因。

珍珍和馬帝（Marty and Janet）【37】
- 認錯派大星是他們兒子的夫婦，他們根本沒有兒子。

老賈金斯【38】
- 螃蟹老媽的鄰居，他的車子的喇叭聲被蟹老闆聽成他媽媽在罵髒話。

老董（Monty P. Moneybags）【38.255】
- 比奇堡舉世聞名的藝術收藏家。
- 255集中參加海綿寶寶的生日派對

藍色的水母【39】
- 海綿寶寶一直想抓到，原本海綿寶寶叫他無名，當時由於蟹老闆發現水母果醬很賺錢，因此派海綿寶寶一次次的捕捉水母，水母田上除了藍色水母外的普通水母都被蟹老闆抓住，結果藍色水母把海綿寶寶帶去看見蟹老闆對同伴進行暴力機械搾取水母果醬，最終與海綿寶寶一同解救了水母群，蟹老闆被逃出的大群水母電擊過後，也不再販賣水母醬蟹堡，最終藍色水母表示對海綿寶寶對水母的友善態度，以及表達對解救水母同類的感謝，因此短暫的自願投網，而被特別命名為"朋友"。

阿拉斯加牛蟲（Alaska Bull Worm）【40】
- 把比奇堡居民很多東西吃掉，最後雖然被珊迪解決掉，但壓毀了比奇堡。

小迷迷（Mystery）【42】
- 海綿寶寶所飼養的海馬，把蟹堡王弄得一團亂，很愛吃美味蟹堡。

老賈先生【42】
- 去蟹堡王吃飯的老魚先生，個頭較小且駝背，帶著眼鏡，反應遲鈍，是節目當中海底生物常出現的老魚角色

很長看到他就坐在餐桌等蟹堡
被反鎖在蟹堡王
被小迷迷吃掉後又吐出來。
扁哥（Flatts the Flounder）【※】
- 比目魚，最喜歡說海扁你，自己的老爸也不例外，但對海綿寶寶沒輒。
- 於255集中參加海綿寶寶的生日派對。

黃尾魚【44.109】
- 某次來蟹堡王餐廳檢查食物的衛生檢查官，被蟹老闆整的很慘。並看了蟹蟹水果報查封皮老闆的海之霸。

唐那（Don）【45】
- 比奇堡監獄裡的罪犯，認識泡芙阿姨。

史密提·威威·傑格·曼·傑森（Smitty Werben Jeggar Man Jensen）【46】
- 蟹老闆為了搶回汽水帽，並謊稱帽子的主人，但沒想到真有其人，還在墓園跟蟹老闆打架。

阿吉（Reg）【※】
- 站在「猛男俱樂部」外的看守員，任何人進去猛男俱樂部時他都會問：『你有多猛？』。

海綿浪人【48】
- 長得像海綿寶寶的人，從外地來的，進去過猛男俱樂部。

小貝貝【49】
- 海綿寶寶和派大星撿到的蛤蠣，並將牠養大，原本應該分配好扶養工作，但確實海綿寶寶在照顧，派大星則如往常一般好吃懶做，最後長大後丟椰子砸派大星的頭懲罰他那集不妥善照顧牠。

阿洛【51】
- 「平價超市」的店員，跟章魚哥一樣，覺得海綿寶寶很煩。

歐梅莉【51】
- 比奇堡其中一位女警，曾把海綿寶寶帶到法院。

邪惡幫(每個壞蛋都是檸檬)【52】
- 魔魟、骯髒泡泡和大洋遊俠短暫組成的邪惡幫派，全名是「每個壞蛋都是檸檬（Every Vicious Is Lemon）」，當時由於大洋遊俠被嘲笑只能吃蟹堡兒童餐，因此大怒加入此幫，跟著另外兩位壞蛋在比其堡各處搞破壞，但那集最後卻突然與海超人和好，整個邪惡幫只維持一集而已就算是解散了。

至於「每個壞蛋都是檸檬（Every Vicious Is Lemon）」這名字卻也關連到往後海綿寶寶電影版當中皮老闆找到邪惡計畫檔案時說了這個檔案書「還有檸檬香味」
小傑-2【53】
- 泡芙阿姨駕訓班養的寵物，是一顆蛋，最後孵化後是一隻真雞。

海綿寶（SpongeGar）【54】
- 海綿寶寶、海綿寶哥的祖先，也住在鳳梨屋裡，也有飼養蝸牛（但大小比小蝸大好幾倍）。

章魚（Squog）【54】
- 章魚哥的祖先，也很討厭海綿寶寶和派大星的祖先。

派大（Patar）【54】
- 派大星、派大珊、派大星老爺的祖先，章魚哥穿越到原始比其堡看見的原始派大星，樣貌類似山頂洞人，被章魚哥教過怎麼抓水母，曾把自己的衣服烤來吃。

小莉莉（Snellie）【55】
- 章魚哥的寵物，在蝸牛競賽中，本來可以得勝的，卻跑回去安慰小蝸，並和小蝸戀愛了。

飛毛腿·拉利路·西阿伯（Larry Luciano）【55】
- 第一屆蝸牛賽跑獲勝者，現在是在蝸牛賽跑裡負責傳遞聖火的。

喬治（George）【56】
- 突然跑到海裡來的斑馬，是跟大猩猩一起來的。

蒙洛（Monroe）【57】
- 蟹老闆開螃蟹樂園什麼都排第一個的小朋友。

海犀牛與野海熊（Sea Rhinoceros and Sea Bear）【57】
- 章魚哥、海綿寶寶和派大星露營時遇到的怪物，畫出野海熊防護圈就沒事，章魚哥被牠整得很慘，最後海犀牛也來了(只要穿防海犀牛的小褲褲就沒事了)。
- 做出以下的事就會引來野海熊：吹豎笛、拿著手電筒亂搖亂閃、原地踏步、吃切丁的起司、穿小丑鞋、墨西哥帽（很搞笑的戴法）、蓬蓬裙、像黑猩猩一樣鬼吼鬼叫。另外跑步、跛腳走路、爬行生物、章魚哥都會被野海熊追殺，且章魚被追殺的聲音則會引來海犀牛的追殺。
- 野海熊於第九季起在部分集數登場，但性格上變得較不凶狠，除非惹到它，台灣名稱改為海熊熊。

彼得森【58】
- 「蝸牛罐頭海底世界總公司」裡的其中一位人員。

賈金斯老先生【58】
- 海綿寶寶住家附近的鄰居，海綿寶寶每天早上去工作時都會和他問好。

超拉風樂團【58】
- 比奇堡的樂團之一，派大星認為他們超酷。

海綿爺爺【59】
- 海綿寶寶的爺爺，曾對海綿寶寶說：『千萬不要去追趕正在行駛的公車，尤其是衝上90度坡的那種』和『要是我們會飛的話，頭上就會長出螺旋槳來，屁屁就會有噴射引擎』。

農夫賈金斯【59】
- 在海綿寶寶想要飛行的時候曾經多次虧過海綿寶寶「就知道你這小子不會飛，只會搞飛機。」穀倉還被海綿寶寶弄破一個大洞，最後落地生死不明（可能活著，因為有降落傘...）。

告密剋星勒頸魔（The Tattletale Strangler）【60.255】
- 假裝是海綿寶寶的保鑣 發誓把告密者勒死，屢次逃獄。但是被海綿寶寶逼去自首。

法蘭克-2【60】
- 整人玩具天堂的老闆，每次海綿寶寶來他店裡光顧時都會準備最新的整人玩具給他。

鐵眼睛（Iron Eye）【61】
- 蟹老闆的海軍弟兄，後來發現他的鐵眼睛是塑膠做的。

羊肋排【61】
- 蟹老闆的海軍弟兄，後來發現他的鬢腳是假的。

魚雷肚【61】
- 蟹老闆的海軍弟兄，後來發現他的魚雷很多年以前就拿掉了。

鋼下巴【61】
- 蟹老闆的海軍弟兄，後來發現他的鋼下巴不是當年的鋼下巴。

垃圾蟲【62】
- 章魚哥認為最兇暴的一種蟲，住在垃圾場裡，想讓海綿寶寶和派大星被牠咬，但總是自討苦吃。

理查機車王【62】
- 要幫蟹老闆在法庭打官司的律師，在後來被蟹堡王的地板滑倒，而找海綿寶寶出庭作證。

老阿珠法官【62】
- 比奇堡法院裡的法官之一，負責審查蟹老闆和皮老闆的案子。

老奶奶（Granny）【63】
- 過度溺愛蝸牛而常常將自己飼養的蝸牛餵到肥死的老奶奶，習慣稱呼蝸牛為肥肥小妹。（其他集數裡也有出現類似的身影）。

富豪白蘭地（Howard Brandy）【65】
- 比奇堡有名的奸商，蟹老闆崇拜的偶像。

卡爾【65】
- 蟹堡王的新老闆，把蟹堡王餐廳改名為「我們的蟹堡王」並引進了自動化機器，是個表面笑臉迎人，私底下對下屬們異常嚴厲的經理，最後被泥巴沖走，行蹤不明。

章魚兄【66】
- 好像是中世紀章魚哥的祖先，是蟹國王的弄臣，海綿寶寶以為他是國王的呆瓜。

蟹國王【66】
- 好像是中世紀蟹老闆的祖先，是中世紀的比奇堡國王，女兒也叫珍珍，是一位公主。

魔頭皮老巫【66】
- 好像是中世紀皮老闆的祖先，統治著中世紀的比奇堡，最後被海綿寶寶他們打敗。

費斯【69】
- 駕訓班裡的人，在別人考試時是負責打分數的。

伯伯教授【70】
- 珊迪的老闆之一，去珊迪家訪問的猴子，幾乎都是他在負責說話的。

媽媽樂博士【70】
- 珊迪的老闆之一，去珊迪家訪問的猴子，體型較大。

有錢老爹【70】
- 珊迪的老闆之一，去珊迪家訪問的猴子，且被當作海綿寶寶和派大星的實驗白老鼠，被海綿寶寶和派大星發明的破爛的多功能服務機器整的非常慘，被機器的座椅彈射出來時，頭上還放了一朵花，被派大星視為衛生很差的人。

愛哭男孩（Boys Who Cry）【71】
- 珍珍和章魚哥最崇拜的樂團之一。是由三個年輕男孩組成的團體，珍珍生日時，被海綿寶寶刷爆蟹老闆信用卡而給珍珍的生日禮物之一，也為珍珍唱了歌，圓滿結束了珍珍的生日。

比利酷哥【71】
- 珍珍崇拜的明星之一，會「嗶」的叫，最後變成珍珍的生日禮物。

烏龍大師（Master Udon）【71】
- 一個長的很壯的日本人，原文由森田則之配音。空手道（豎笛）聖島的主人，為推銷房地產而綁架人，最後被珊迪踢下海。

吉爾吉利安醫師【73】
- 比奇堡的蝸牛疾病專家（簡稱蝸疾專家）和蝸牛專家，並且證明了「瘋狂蝸牛症」這種病根本不存在。

尼德蓬蓬樂團【74】
- 比奇堡的樂團之一，裡面最有特色的就是他們的假髮。

公事包先生【75】
- 向派大星推銷海灘別墅渡假行程的推銷員，派大星以為他要把他趕出比奇堡，海綿寶寶以為他是職業殺手。

海草先生怪物人【75.97】
- 比奇堡傳說中的怪物，已不存在，海綿寶寶和派大星曾經看過。

查理（Charlie）【76】
- 魔法師廣告的演員，派大星和海綿寶寶曾去找過他，並且得知只是一個人在旁邊配音而已。

皇家文化局局長【77】
- 比奇堡皇家文化局的局長，之前命派大星為比奇堡的國王，後來得知小蝸才是國王的直系子孫。

好東西（The Mild Ones）【78】
- 比奇堡裡的一個團體，有點類似飆車族，之前海綿寶寶以為他們叫「土東西」和「壞東西」。

麥羅費克費斯【79】
- 「彎彎泡泡唱片公司」的星探，非常喜歡章魚哥的豎笛樂手。

臭臭叔【81】
- 「臭臭蟹堡店」的老闆，是蟹老闆與皮老闆童年時存在的一家小餐廳的老闆，很受當時小朋友敬仰。一起排擠蟹老闆與皮老闆叫兩人「小髒鬼」。外表看起來很邋塌，但卻是個有錢人。但他的餐廳在蟹老闆與皮老闆做出蟹堡要回去找他時，「臭臭蟹堡店」早已因衛生嚴重不良被勒令停業。

賈金斯伯伯【81】
- 一名農夫，有點遲鈍，但常常協助蟹老闆家過日子，最後被蟹老闆及皮老闆被蟹堡毒死，蟹老闆對賈金斯伯伯的離世自責不已，皮老闆則認為蟹堡有毒是蟹老闆的錯，在餐車裡搶奪秘方食譜，兩人因此友情破裂。

老貝西【81】
- 賈金斯伯伯的家人，缺鞋子。

大約翰【81】
- 蟹老闆和皮老闆的小學同學，什麼都吃。

金哥（Jim）【82】
- 蟹堡王之前的廚師，因為加薪問題所以離開。

阿呆【83】
- 特警組裡其中一位隊員。

關里庇士（What Zit Tooya）【84】
- 蟹堡王的神秘客人，海綿寶寶和章魚哥都不知道他的名字，名字諧音是「關你屁事」，章魚哥為了猜他的名字，被警察抓進比奇堡監獄關10年（原因是搶錢包加上闖紅燈）。

阿洛【86】
- 手套樂園「魔飛車」廣告裡出現的人，而且還從魔飛車上飛了出去。

胖胖手套【86】
- 手套樂園裡的人物，派大星不敢和他一起拍照。

金恩·史卡樂（Gene Scallop）【89】
- 比奇堡的美食評論家，BBN的主持人之一。

鮑伯（Bob）【89】
- BBN節目主持人。

芭芭拉（Barbara）【89】
- BBN節目主持人。

蘇珊（Susan）【89】
- 常以客串出現。

公車司機【90】
- 珊迪出差回來所搭的巴士裡的司機，非常討厭聽海綿寶寶唱歌，也嚴禁任何人唱歌。

雷史羅【91】
- 「廚師交換計劃」中被調來蟹堡王的廚師，要求一切要最高檔，做菜還會使用到黃金或金箔，害蟹老闆在那集大賠錢，餐廳桌椅、甚至自己的辦公桌都被一併搬走，但海綿寶寶回來成功幫蟹老闆免於破產。

黑傑克（BlackJack SquarePants）【93】
- 海綿寶寶的表哥，海綿寶寶聽聞他從監獄出來探望爸媽，以為他是犯下什麼恐怖的罪行因此入獄，而害怕爸媽的安危，由於海綿寶寶的回憶裡自己還小，所以黑傑克在當時他的眼裡看起來很高大。但是實際上雖然長得很壯，但是身高大小和皮老闆差不多，從海綿爸口中得知因為亂丟垃圾而在監獄服刑過。結尾真正發動攻擊，只打得了海綿寶寶的腳趾，而且沒有多強大的殺傷力。

布魯大隊長叔公【93】
- 海綿寶寶的叔公，患有重聽，是一位退休的老員警。

瘋魚老大傑克（Jack M. Crazyfish）【94.97】
- 海綿寶寶在夢裡夢到的人，和他打架過，沒想到真有此人。

典獄長【95】
配音員：曹冀魯﹝台灣﹞
- 地獄島裡的典獄長，個子很高，有著類似海綿寶寶一樣誇張的眼睫毛，他把甚至覺得好玩或遊樂或活動骯髒、無聊、低級甚至覺得進行這些活動如同滿清十大酷刑一般。他想讓海綿寶寶和派大星在監獄島吃進苦頭，但令眾人意外的是海綿寶寶和派大星真的把監獄島當成他們原本要去的夏令營，甚至樂在其中，典獄長想罵他們，卻又讓自己氣到不行。

舉例來說：
他把海綿寶寶和派大星丟進類似海霸糊的廚餘水牢裡，兩人直接當成泡湯，走出來才發現兩人甚至把裡面的東西全給喝了。
巴尼【95】
- 地獄島裡的工作人員，典獄長叫他給海綿寶寶和派大星關在地牢裡2天。

布魯斯【95】
- 地獄島裡的其中一位罪犯，與其他罪犯一樣討厭通心粉藝術。

克羅斯【95】
- 陽光樂園夏令營的輔導員，划船划到地獄島接海綿寶寶。

派大星老爺【96】
- 派大星的曾曾曾叔公，會在街上大喊：『蛤蠣怪獸來襲了！』。

阿蟹【96】
- 蟹老闆的曾曾曾曾爺爺，發明了鐵公雞存錢機。

玫瑰奇可【96】
- 珊迪的曾曾姨婆，是第一隻發現石油的松鼠。

沙恩叔叔（Sherm Squarepants）【96】
- 海綿寶寶的叔叔，史丹利的父親，能把一整顆西瓜塞進鼻孔裡而得到西瓜叔叔的別名，海綿寶寶以為他是機器人。
- 原本要在其主演的一集《Uncle Sherm's Visit》出現，但最終該集被好朋友的禮物（The Gift of Gum）取代而未能出場。

海綿頭頭【96】
- 出現在比奇堡海綿家族史的人物。

海綿豆豆【96】
- 出現在比奇堡海綿家族史的人物。

海綿寶哥（SpongeBuck SquarePants）【96】
- 海綿寶寶的曾曾曾曾曾曾曾祖父，是一位棺材騎師，成為了死魚眼谷新警長，拯救了當時的死魚眼谷小鎮（比奇堡在西部時代的前身），擊潰了死魚眼皮老闆（皮老闆的祖先）的統治。

死魚眼皮老闆【96】
- 皮老闆的祖先，當時統治著死魚眼谷小鎮，最後被海綿寶哥打敗。

刺破泡泡紅眼幫【98】
- 紐開普市裡的幫派，一共有5個人，類似街頭流氓或小混混的形象，極度憎恨任何人吹泡泡，讓紐開普市民長期生活在不能吹泡泡的恐懼感中，市長都拿幫派沒轍，最後被海綿寶寶擊敗(用大泡泡送離了紐開普市)。

威屈德【99】
配音員：錢欣郁﹝台灣﹞
- 比奇堡醫院裡的護士，負責站醫院櫃檯。

梅寶【99】
配音員：劉如蘋﹝台灣﹞
- 比奇堡醫院裡的病人之一，因為有失智症所以常把喜歡藍色小花記成橘色小花。

正經八百小姐（Miss Gristlepuss）【100】
配音員：陳美貞﹝台灣﹞
- 比奇堡端正社會風氣組織「正經八百小組」（The United Organization of Fish Against Things That Are Fun and Delicious，簡稱T.U.O.O.F.A.T.T.A.F.A.D.）組長。認為美味蟹堡是不正經的東西，其實是蟹老闆罵他皺紋老太婆加上逼她吃炸珊瑚，因此勒令蟹堡王停業。（其他集數裡也有出現類似的身影），最後意外吃下美味蟹堡，個性變因此180度大轉變，甚至當下還跟海綿寶寶一樣興奮的跳起舞來，變得跟其他人一樣也愛吃美味蟹堡。

艾爾【100】
配音員：符爽﹝台灣﹞
- 比奇堡警察局局長，正經八百小姐的丈夫。

史丹利（Stanley S. SquarePants）【100】
- 海綿寶寶的表弟。常把事情弄得一團糟（有時候碰到東西還會自己燒起來），被稱是破壞狂，不過有喜歡跟他人合拍照的興趣，在跑去當海之霸餐廳員工上班不到幾秒鐘，海之霸就爆炸了。

尼克·威瑟（Nicholas Withers）【101】
- 「酷炫豪宅」節目主持人。

法蘭克-3【101】
- 比其堡監獄裡的警衛，臉上的八字鬍被皮老闆偷走而未發現。

比利【102】
- 有一次蟹老闆在路上開船在旁邊船上的小朋友。

法蘭克-4【105】
- 一個很壯的古銅色魚，個性有點膽小，曾打過路人。

克瑞酷海豹（Craig Mammalton）【106】
- 全比奇堡膚色最古銅的男人，就連裡面的骨頭也完全是呈現古銅色，擁有眾多粉絲。為酷夏派對的主辦人，最後對已曬成乾的海綿寶寶極度崇拜。

泰勒【106】
- 因被克瑞酷海豹判定全身沒有完全曬黑（屁屁是白的）導致無法參加酷夏派對的小朋友。

法蘭克-5【106】
- 酷夏派對裡的工作人員。

鱒魚法官【108】
- 曾審理蟹老闆的偷竊罪，並罰他免費贈送蟹堡一天。

納德【108】
- 凱倫收買他來做假的海之霸餐廳老主顧，最後因吃太多海霸棒，而去掛急診、甚至還去洗胃，最終被醫務人員抬上擔架時還說「我準備好要去洗胃了 第二次」便伴隨著肚子痛和不舒服哀號聲，被醫務人員送走。

強森【109】
- 最高機密實驗室裡的人員，喜歡吃洋芋片。

不良醜女【110】
- 長得很像海綿寶寶，之前住在超遠小村莊，想去參加珍珍的睡衣派對，但珍珍以為她是海綿寶寶而不讓他參加。連海綿寶寶看到她都嫌她醜。

來福【110】
- 「比奇堡寵物秀」連獲五屆的冠軍寵物，最後和其他寵物一樣和小蝸抗議對寵物秀的不滿。

查爾斯【110】
- 來福的主人，最後被自己的寵物來福咬。

寶寶【110】
- 比奇堡寵物秀裡的寵物之一，牠的主人都叫牠「寶寶夫人」。

毛毛【110】
- 比奇堡寵物秀裡的寵物之一，被主人強迫戴上尺寸很小的眼鏡。

阿抖和其他夥伴【111】
- 一群在荒島上的流浪漢，阿抖的脖子很會閃到，有酷帥艾迪、奇普、大吉、阿默兄四個夥伴。章魚哥認為他們很髒，也曾經教導過海綿寶寶衝浪，後來失敗，才叫海綿寶寶一行人去找酷型男（JKL）。最後逃離荒島抵達酷樂湖，並贈予海綿寶寶一支電吉他，請他擔任搖滾派對的演奏。

酷型男（JKL）【111】
- 全名傑克·卡華那·拉庫那（Jack Kahuna Laguna），原文版由強尼·戴普配音。住在卡哈馬摩古灣，教海綿寶寶、派大星和章魚哥的衝浪教練，長的很壯，黃色長髮。最後逃離荒島抵達酷樂湖，一起參加搖滾派對。

莎麗姨婆【111】
- 蟹老闆的姨婆，飛行荷蘭人說他曾和她交往過。

比爾【112】
- 買冰淇淋的客人，常跟柏特借錢。

柏特【112】
- 比爾的朋友，每次比爾跟他借錢他都說沒錢。

昆西【113】
- 比奇堡銀行的銀行行員，跟海綿寶寶認識，是一隻綠色的魚。

維京人【114】
- 生長在海綿寶寶他們都還沒有出生的年代，章魚哥說番茄醬就是他們發明的，他們喜歡在週末時把寵物打扮成一塊大肉餅，每月會舉行一次臭襪大會，喜歡看黑白片。膽子很小，受到害怕時會拿出安心小毯毯，不知道會不會使用維京杯喝飲料。

歐拉夫【114】
- 每一位維京海盜船船員的名字。

高登【114】
- 維京海盜船的船長，並命海綿寶寶為船上的御廚，命章魚哥為掃廁所的。

戴爾【114】
- 跟珊迪在酷樂湖打網球的魚，但其實是一位重罪犯，原因是吃了糖果小魚香香QQ軟糖和從駕訓班逃學。

紅鬍子阿公【115】
- 蟹老闆的阿公，現在是海盜。原文版由丹尼斯·奎德配音。希望蟹老闆成為有名的海盜，而且不知道珍珍是蟹老闆的女兒，因為認為蟹老闆在蟹堡王的菜單非常搶錢，相當滿意，最後還把蟹堡王餐廳的一些錢拿走。

羅傑【115】
- 章魚花枝幫的成員，負責向章魚哥說明當天幫會的內容。

美寶【117】
- 魔魟高中的同學，也是他高中畢業時的舞伴，她都叫魔魟「魟魟」。

胖蟲蟲【118】
- 海綿寶寶撿到並且領養的寵物，與小蝸不合，生下5隻小寶寶與小蝸吵架之後搭公車離開。實際上牠們是稀有物種的蟲。

史提【120】
- 玩具桶玩具店裡負責鎖門的店員之一，名字常被另外一位鎖門的店員叫成法蘭克。

火爆傑克（Angry Jack）【121】
- 火爆傑克蝸牛殼店的店長，其實只會在廣告才會火爆，結果海綿寶寶把他店裡所有的蝸牛殼摔破而真的火爆了。

吉他之神阿醜【127】
- 生日禮物是有自己的電視節目，後來主持章魚哥家的派對節目而有錢買自己的新吉他。

痾啊【140】
- 突變的蛤蠣怪物，但很善良，跟海綿寶寶與派大星成為朋友，最後被趕出比奇堡，被海綿寶寶安置在冰山上，製作冰塊。

安大媽【142】
- 鄉巴佬們的年紀大的肥胖女頭子。

海綿寶寶的黑心面【146】
- 海綿寶寶為了如何拒絕他人而小蝸幫他訂購黑心面，結果黑心面不斷害了海綿寶寶得罪他人或控制海綿寶寶的心智，最後被珊迪解決了。

蛾螺母親與蛾螺小孩們【148】
- 牠們體積跟小蝸差不多，會變大又暴躁原因是鼻塞(體內有大量病菌)。

派大珊（Samantha "Sam" Star）【152】
- 派大星的姊姊，說話口氣像男性或身材壯碩，缺點是不分是非(除了派大星)或一旦提到脾氣就會憤怒失控。

冰雪大海怪【156】
- 蟹老闆年輕時期遇到的海怪，會用許多舌頭當觸手把雪揉成雪球含在嘴裡變成冰柱吐出來攻擊。

小亮【167】
- 泡泡老哥的兒子，海綿寶寶被泡泡老哥委託照顧小亮，誰知道照顧期間小亮製造許多麻煩。

凱倫二號（Karen 2.0）【171】
- 皮老闆跟凱倫鬧翻時做出來的第二任電腦妻子，意圖取代凱倫的地位，但最後跟凱倫打架時一口氣被凱倫的旋風拳擊毀。

凍凍杯【181】
- 奶昔學院的考官，過去是奶昔王的創業人。

海綿泡糊【185】
- 派大星在巨大的泡泡糊上做的，因為卡在巨大泡泡糊上太孤單，所以做了假的海綿寶寶，名為海綿泡糊。

點點【※】
- 皮老闆的阿米巴原蟲的狗狗寵物，在皮老闆一次偷美味蟹堡秘方失敗心情不好時凱倫提議皮老闆養隻寵物散散心，於是到動物收容所領養寵物，但是被寵物攻擊要被吃掉，點點救了皮老闆以達報恩之意成了皮老闆的寵物，皮老闆教導牠各種把戲，還利用牠學偷蟹堡秘方，但蟹堡偷不成咬了一口蟹堡被皮老闆叫罵後逃跑使得皮老闆感覺不好，和海綿寶寶合作找點點回來，但是在動物收容所被一群寵物追，這時點點出現要救海綿寶寶和皮老闆去吼其他寵物，但被其他寵物笑太小了，不爽被嘲笑將體型變大成功嚇跑了其他寵物，獲得皮老闆的信賴，自此成了海之霸的一員。
- 首度登場於第186集《皮老闆的寵物》。

肯尼阿貓（Kenny the Cat）【188】
配音員：孟慶府﹝台灣﹞
- 在海底世界憋氣很久的貓明星，海綿寶寶和派大星很崇拜他，珊迪認為是騙局，後來被真的拆穿都是騙局，真實身分是陸地世界的灰色家貓。

雪怪蟹（Yeti Krab）【188】
- 蟹老闆為了使章魚哥認真工作捏造出來的角色，沒想到真有此角色存在(與蟹老闆故事描述不符合)。